# Suteeërs
De Suteeërs (Akkadisch: Sutī’ū) waren een stam van de Amorieten in het oude Mesopotamië. 
Zij waren bekend als mensen van de wind, nomaden die in tenten woonden. Aan het einde van de Eerste dynastie van Babylonië doken zij op als indringers. Zij werden al snel verketterd als destructieve krijgers, mensen met een slechte naam, plegers van opportunistische overvallen, uitschot. Ze vormden net als andere seminomaden krijgsgroepen en dienden als hulptroepen onder Hammurabi. Later waren sommigen van hen landeigenaren en leerden ze lezen en schrijven. Toch bleven ze samen met de Ahlamu, een verwante groep, later in het tweede millennium v.Chr.  bekend en gevreesd voor de invallen die ze pleegden in de nederzettingen. Zelfs de steden waren niet veilig. 
Zij werden vaak geassocieerd met de vrouwelijke demoon Lamashtu, net als andere onruststokers zoals de Elamieten en Amorieten.
Onder het bewind van Ili-pada, een lid van het Assyrische koninklijk huis, die onder Tukulti-ninurta I als grootvizier (onder)koning van Hanigalbat was, werden er gedragsregels afgesproken met de plaatselijke Suteeërs in buurt van de dunnu van Tell Sabi Abyad. Op een kleitablet dat er gevonden is (T04-37) staat te lezen dat de Suteeërs geen steun mogen verlenen aan vijanden van Ili-pada, ook niet als dat andere Suteeërs of Assyriërs zijn. Verder zijn er enige bepalingen over het drinkgedrag van de Suteeërs, blijkbaar door slechte ervaringen gemotiveerd.
Wanneer een Suteeër naar het dorp komt, mag hij zijn bier niet in de taverne opdrinken, maar moet het mee naar huis nemen.
Het bier mag niet gratis verstrekt worden. Het moet gekocht (en betaald) worden.
Als de Suteeër op de pof wil drinken, moet hij eerst een onderpand afgeven. De waard mag dan rente berekenen, maar dat niet van een andere Suteeër opeisen.
Suteeërs brouwden thuis waarschijnlijk geen bier omdat dat grote vaten vereiste, die ze niet mee konden nemen als ze weer eens verkasten. Ze dronken mogelijk liever samen met hun stamgenoten bier in de taverne dan thuis, maar dat leidde blijkbaar tot problemen.
Er bestonden diverse stammen onder de Suteeërs. Een stam die onder Adad-nirari I en later onder Salmanassar I genoemd werd, was de Jauriërs. Zij waren schaapherders en hadden hun eigen schapenras, het gukkallu-schaap. De Suteeërs waren waarschijnlijk een Westsemitisch volk en zij drongen ook in Transjordanië en Palestina door. Er is wel gesuggereerd dat de Jauriërs verband houden met de Jaïr-clan die in de Bijbel genoemd wordt, bijv. in 1 Kron. 2:22.